# Central Region
Pour les articles homonymes, voir Région centrale.
La Central Region (Roinn Meadhanach en gaélique écossais (gd), souvent appelée simplement Central, et que l'on pourrait traduire par Région centrale en français) était une circonscription administrative régionale écossaise, en vigueur entre le 15 mai 1975 et le 31 mars 1996. Son siège était situé à Stirling.

## Création
La région fut créée par le Local Government (Scotland) Act 1973, qui suivait les recommandations du rapport Wheatley de 1969. Celui-ci tentait de remplacer le mélange hétérogène de comtés, cités, bourgs et districts par un système uniforme de councils de régions et de districts.

## Districts
La région était divisée en 3 districts.
| Districts   | Siège    | Population (estimation en 1994) |
| ----------- | -------- | ------------------------------- |
| Clackmannan | Alloa    | 47 643                          |
| Falkirk     | Falkirk  | 142 800                         |
| Stirling    | Stirling | 81 630                          |

## Disparition
En vertu de la Local Government etc. (Scotland) Act 1994, le territoire de la région s'est retrouvé partagé entre trois council areas, correspondant aux trois districts : Clackmannanshire, Falkirk et Stirling.
- (en) Cet article est partiellement ou en totalité issu de l’article de Wikipédia en anglais intitulé « Central Region, Scotland » (voir la liste des auteurs).